# 小松市立中海中学校
小松市立中海中学校（こまつしりつ なかうみちゅうがっこう）は、石川県小松市にある公立中学校。

## 沿革
- 1947年（昭和22年）4月 - 原中学校を統合し、校舎改築のため本校を中海小学校内に、原分校を原小学校内に併設。
- 1955年（昭和30年）4月 - 中海村は小松市に編入し、小松市立中海中学校と改称[1]。

## 部活動

### 運動部
- 野球部
- 卓球部
- バスケットボール部
- バレーボール部
- 社会スポーツ部

### 文化部
- 吹奏楽部

## 交通アクセス
- 北陸本線 小松駅下車